# 1997 SB10
1997 SB10 är en asteroid i huvudbältet som upptäcktes den 19 september 1997 av Beijing Schmidt CCD Asteroid Program vid Xinglong-observatoriet.